# MONSTER (漫画)
『MONSTER』（モンスター）は、ビッグコミックオリジナルに1994年から2001年まで掲載された浦沢直樹による日本の漫画。

## 概要
ドイツおよびチェコを舞台としたサスペンス作品。冤罪、猟奇殺人、医療倫理、病院内での権力闘争、家族の在り方（親子愛、兄弟愛）、人間愛、児童虐待、アダルトチルドレン、トラウマ、東西冷戦構造、ベルリンの壁崩壊の以前以後のドイツ社会などをテーマとしている。
2019年3月時点で累計発行部数は2000万部を突破している。2008年には、完全版が全9巻で発行されている。
1999年、第3回手塚治虫文化賞マンガ大賞を受賞。2000年、第46回小学館漫画賞青年一般部門を受賞。2004年春から同作品のアニメが日本テレビほかで放送された。
2022年2月28日、浦沢の作品の電子書籍解禁第2弾の作品として、本作の電子版の配信を開始。

## あらすじ
1986年、天才的な技術を持つ日本人脳外科医・Dr.テンマは、西ドイツ（当時）・デュッセルドルフのアイスラー記念病院に勤め、ハイネマン院長の娘エヴァと婚約し、ゆくゆくは外科部長から院長という出世コースを掴みかけていた。医師として漠然としたジレンマを感じつつも、深く考えることなく手術を重ね、研究に打ち込んでいた。
そんなある日、頭部を銃で撃たれた重傷の少年ヨハンが搬送されてくる。Dr.テンマは、院長の命令を無視してオペを執刀し、ヨハンの命を救う。しかしそれが院長の不興を買うなどの結果となり、院内の政治力学によって、テンマの順風な状況は一変し出世コースから転落する。そんな中、院長、外科部長らの殺害事件が発生。同時に、入院中だったヨハンと彼の双子の妹が失踪する。
1995年、外科部長となり職務に励んでいたテンマの前に、美しい青年に成長したヨハンが現れる。テンマの患者ユンケルスを目の前で何の躊躇もなく射殺し、過去の殺人を告白するヨハン。殺人鬼を蘇らせてしまったと自らの責任を感じたテンマは、怪物ヨハンを射殺するために、ヨハンの双子の妹アンナに再会することを企てる。殺人犯の濡れ衣を着せられ、キレ者のルンゲ警部に目をつけられたテンマは、ドイツ国内を逃亡しながらヨハンを追跡する。

## 登場人物

### 主要人物
ケンゾー・テンマ（天馬 賢三） / Dr.テンマ
声 - 木内秀信 / 幼少期 - 小野未喜
本作の主人公。ドイツ・デュッセルドルフのアイスラー記念病院で働く日本人脳外科医。1958年1月2日生まれ、神奈川県横浜市出身。実家は市有数の総合病院を経営し、父親は院長（ドイツでの周囲の人物に対しては「小さな病院の開業医」と話していた）、母親は元医学雑誌の編集者。異母兄が二人いる（長兄は銀行員、次兄は医者であり無医村で医療活動中）。デュッセルドルフ大学医学部卒。日本で通っていた学校は、小・中学校は公立、高校は名門私立校に進学し、医学部に入学する。
周囲の誰もが認めている手術の腕を持っており「天才」と称される。頭脳明晰で穏やかな性格の上に社交性も富んでおり、周囲の誰からも慕われる存在。集中力が高く、銃の技術もヒューゴー・ベルンハルトに満点と評された。仕事に対しても真面目で、人を助けることに人一倍の情熱と責任感を持っている。そんな人柄から、患者の誰からも慕われる。
1986年、ハイネマン院長からの業務命令を医学的倫理の観点から無視し、先に運び込まれていた「強盗事件」の被害者（ヨハン）の手術を執刀。その直後、出世の道を閉じた院長や出世のライバル等が次々と死亡。9年後、ヨハンが殺人鬼であり、院長達の殺害をテンマのためと思って実行したと知り、彼を怪物化させた事に深い負い目を感じ苦悩する。そしてヨハンの恐ろしさと警察にもシンパが混じっていることを察し、ヨハンが行った殺人の容疑者として指名手配されながらも彼を抹殺するため逃走、追跡の旅に出る。その旅の中でも医師の本懐を忘れることはできず、怪我人を目の前にすれば逃走に不利となる状態でも応急処置はかならず施していた。またディータが虐待されていることを察し、そこから出して信頼できるところに預けようとした。
逃走の傍ら射撃訓練を受けスナイパーライフルを手配するなど、ヨハン殺害に向け着々と準備を進めるが、殺すということと医師の志の生かすということの間で悩み続ける。またまるで弄ぶようなヨハンの行動に懸念を持ちつつも、追跡を諦めることなく、次第にヨハンは自分と出会う前から怪物であったことを知る。結果的にはヨハン殺害はロベルトに妨害されて直前で失敗。警察に逮捕され逃走したりしながらも、ルーエンハイムにたどり着く。
ルーエンハイムの事件後、ルンゲ警部の証言などによって無事無罪が証明され、その後は、再び病院内で出世するものの、自ら退職し国境なき医師団に参加した。
ヨハン・リーベルト
声 - 佐々木望 / 幼少期 - 上村祐翔
アンナの双子の兄。テンマが追い続ける人並外れた頭脳とカリスマ性を持つ“怪物”。金髪碧眼で完璧な美貌を持つ青年。1975年5月生まれ。語学堪能で、少なくとも独・英・仏・羅・チェコ語をほぼ完璧に話せる。
幼い頃から驚異的なカリスマ性を持ち、人の心に入り込み、相手を思いのままに操る術を備えていた。人の命を何とも思っていない冷酷無比な殺人鬼。殺人の手段はまちまちで、特にターゲットへ何らかの深い思い入れがある場合は、じわじわと真綿で首を絞めるように周到な計画で追い詰めていく。
父親（声 - 花輪英司）はドイツ系チェコスロバキア人の士官候補、母親（声 - 高島雅羅 / 若い頃 - 桑島法子）はブルノ大学で遺伝子工学を学んだ才女。両親の出会いはフランツ・ボナパルタの実験による意図的なもの。実験から逃れた母親と妹（アンナ）と共に、プラハの「3匹のカエル」の家で暮らす。数年後、ボナパルタにより妹が“赤いバラの屋敷”に拉致されるが、実験の途中段階で彼女は逃がされ、母親は2人を置いて失踪する。妹の話を聞いてボナパルタの実験の記憶を共有、そのころから次第に、絵本『なまえのないかいぶつ』の怪物と自分を重ねる。
アンナと共に、チェコを逃亡するも国境付近を彷徨い、瀕死の状態になっていた所をヴォルフ将軍に発見される。ヴォルフ将軍によって入所させられた施設「511キンダーハイム」を、教官や生徒達を扇りたてて殺し合わせることで崩壊させる。アンナと共に東ドイツ貿易局顧問、リーベルト夫妻の子として西ドイツに亡命。リーベルト夫妻を殺害した際にアンナによって頭部を撃たれ、重体となるが、搬送された病院でテンマによって命を救われる。その後、命の恩人（テンマ）の恨み言を耳にし、テンマが口にした病院の人間を毒殺すると、アンナと共に忽然と病院から姿を消す。そして9年後、再びテンマの前に姿を現す。
病院から失踪後も、それまでと同様行く先々で養父母となっていた夫婦や老婦人を殺害していった。それも彼にとっては、引っ越し前に部屋を綺麗にする程度のことに過ぎない。また、15歳にしてマネーロンダリングを行う「闇の銀行」の頭取として君臨し、突如姿を消すことで裏社会に大きな混沌を巻き起こしたと言われている。その後は母親の親友（マルゴット）を端緒に経済界の大物（シューバルト）の周囲の人間を殺害していき、彼に成り代わろうとするが、絵本『なまえのないかいぶつ』を読んだことで卒倒するほどのショックを受けて心変わりし、記憶の彼方にあった自らのルーツを追い始める。自分の中にあると思っていた「かいぶつ」は実は外側にあり、フランツ・ボナパルタであったと気づく。
プラハの「3匹のカエル」の家で暮らしていた頃、母親にアンナと見分けがつかぬよう女装させられていた。青年に成長してからも再三に亘り「アンナ・リーベルト」を名乗って女装し、相手から情報を引き出したり殺人を行う際などに利用していた。その姿はニナと瓜二つで、スーク刑事に思わず一目惚れさせるほどの美しさだった（唯一スークの母親には、男と見抜かれていた）。
ボナパルタが余生を過ごしていたルーエンハイムにて、大量殺戮事件を企て実行するも、頭部を撃たれる。テンマの執刀する脳外科手術により再度命を救われ、意識が戻らぬまま病院に入院していたが、テンマが見舞いに来た後に姿を消す。
ニナ・フォルトナー / アンナ・リーベルト
声 - 能登麻美子 / 幼少期 - 塚田真依
ヨハンの双子の妹。1975年5月生まれ。養父母フォルトナー夫妻に引き取られ、20歳になるまで育てられる。平穏な家庭で過ごし平凡だが楽しい大学生活（ハイデルベルク大学法学部在籍）を送るも、幼少時の記憶はなく、フォルトナー夫妻の方針と愛情のため実子と疑わず生活していた。学生である一方でアルバイトにも明け暮れており、学校では遅刻の常習犯になってしまうほど授業に支障も出ているが、唐突な質問に完璧な回答で返すなど、学業は常に優秀。性格や思考は兄とは正反対で、人を尊重し自分に自信がやや無い。殺人に強い嫌悪感を持つが、怒りに駆られた時の眼は兄を彷彿させる。フォルトナー夫妻が殺害された際にテンマと出会い、殺人を繰り返す兄を食い止める為、大学を休学。追い続ける過程で次第に記憶を取り戻していく。図書館で命を救われて以来、テンマに好意を寄せている。
幼少時はボナパルタの実験から逃げ出してきた母と、ヨハンと共に、プラハの「3匹のカエル」の家で暮らす。数年後ボナパルタが、双子の内1人を拉致しに来た際、母親の選択で“赤いバラの屋敷”へ連れて行かれる。その後、母親は失踪。“赤いバラの屋敷”から逃亡し、兄と共にチェコを逃亡するも国境付近を彷徨い、瀕死の状態になっていた所をヴォルフ将軍に発見される。ヴォルフに名前を付けられた2人は、西ドイツへ亡命した貿易商のリーベルト夫妻に引き取られる。兄が夫妻を殺害した光景を見た際、今まで親切にしてくれた人々の死はヨハンの仕業であると知り、恐怖と怒りに打ち震える。そしてヨハンの指示通り、その額に銃弾を発射、銃の指紋を拭いて窓から投げ捨てる。2人はアイスラー記念病院に収容されるも、茫然自失になった状態で病院を失踪し、それ以前の記憶を喪失していた。
合気道の経験があり、道場では一番強かった様子。19歳の時点では検事志望だったが、一連の事件後には弁護士を志望する。
エヴァ・ハイネマン
声 - 小山茉美
アイスラー記念病院院長の娘。テンマに愛憎両方の感情を持つ屈折した人物。テンマの元婚約者で、テンマが院長命令を無視してヨハンの手術を行った為に婚約を解消する。性格は高飛車で傲慢。一度失敗をすると立ち直る力を持っておらず、自暴自棄に走りやすく精神的にも脆い。そのため、日常的に昼間からウォッカなどの強い酒を飲むなど、アルコール依存症である。人一倍寂しがり屋だが、素直に人に甘えられない。テンマの無実を知っていたが、自分の人生を台無しにしたとして彼に激しい恨みを持つ。その一方で彼のことを忘れられずにいる。テンマに振られてからは、酒浸りの日々が続いている。その間3回結婚したが全て離婚している。
ユンケルス殺害事件でたまたま真犯人・ヨハンの顔を見たことから、ロベルトに命をつけ狙われる。その際取引を行い、テンマを自らの手で殺害しようとするが、心変わりしてテンマを逃がそうとする（その時にはロベルトは既に逃走していた）。チャペックの依頼でヨハンの首実検を行なった後、用済みとして始末されかけるが、マルティンの命を賭けた行動により逃がされる。マルティンの死を契機に酒をやめ、これまでの行動を深く悔いて、ライヒワインの元に庇護されテンマの無実を証言。全てが落着した後、キッチン・コーディネーターとしてデュッセルドルフで新たな人生を歩む。
ハインリッヒ・ルンゲ
声 - 磯部勉
BKA（ドイツ連邦捜査局）警部。局きっての敏腕で、今までに解決できなかった事件はないと語る。驚異的な記憶力を持ち、キーボードを打つ仕草をすることで頭の中のコンピュータへ入力し、いつでも完璧なデータを取り出す事ができる。そして詰め込まれた客観的事実から、犯人の気持ちになりきり犯行を予想していくという主観的な推理によって、犯人の動機や殺害方法を導き出す。一人で旧チェコスロバキア秘密警察のボスに会いに行くなど度胸も据わっており、ロベルトと互角に渡り合うなど銃及び格闘の腕も確かなもの。
ただし冷徹怜悧なことと執拗な捜査姿勢、単独行動主義な性質から、周囲と齟齬が絶えず衝突も度々起こす。妻と娘がいるが家族関係は希薄で、娘の妊娠にさえ気づかなかった事を機に愛想を尽かされ逃げられる。さらにドイツ民主党候補ポルツマン議員のスキャンダルを深追いし過ぎて、その議員の秘書を自殺に追いやり、警察署内での地位も失う。
アイスラー記念病院でヨハンが起こした殺人事件では、犯人をテンマとみなし、ヨハンをテンマの二重人格の一つであると結論付け執拗に追う。その頑迷さはテンマの手術で命を取り留めるなどしても変わらなかったが、事件の真相を次第に追いつめていく内に、ヨハン・リーベルトの存在とそれが怪物であることを確信していく。ヨハン誕生の鍵を握るフランツ・ボナバルタを追い、ルーエンハイムへ。その町で再会したテンマに謝罪し、ヨハンの手による殺戮を食い止めるため、殺戮の実質的な指揮者ロベルトと激しい死闘を繰り広げた。事件後、警察大学の教授になり、娘とは電子メールで会話をするようになった。欧州刑事警察機構行動科学課特別顧問に任命されている（課自体は未創設）。

### テンマの協力者
ヴォルフガング・グリマー / ノイマイヤー
声 - 田中秀幸 / 幼少期 - 河原木志穂
フリージャーナリスト。1954年生まれ。東ドイツに存在していたと言われる謎の孤児院・511キンダーハイムで行われた非人道的な教育等を追及している人物。ドイツ統一前はジャーナリストという表向きで、世界各地でスパイ活動をしていた。自身も511キンダーハイム出身で、14歳以前の記憶が殆ど無い。名前はその孤児院で付けられたものであり、本名は最後まで不明のまま。普段は常に穏やかな笑顔で、一見人が良さそうで簡単に騙せそうだが、自分の感情を自然に表現することが出来ず、日常的な場面での表情は、状況に応じてどのような表情をすべきかを学んだ結果でしかない。また冤罪が蔓延する社会で過ごしたことなどから、一目で人の嘘などが見抜け、偶然会ったテンマが冤罪で追われていると確信し、逃げる手伝いをしたことから縁を持つ。スパイ時代に妻子を持つが、息子の死を機に家庭が破綻。息子の死を前にどう反応すべきか分からない彼に、妻は「あなたの心の中には何もない」と言って去っていった。
窮地に陥ったり激しい怒りに駆られると、突如として痩身の外見からは想像もつかない超絶的な力と凶暴性を発揮し、敵対する人間を殴り殺す。正気に戻った時、その記憶は無い。自身は、孤児院で昔見たアニメになぞらえて、この別人格を“超人シュタイナー”と呼んでいる。ボナパルタによると人格改造実験の中で見られた症例の一つで、この症状が見られた子供の殆どは自殺しており、彼のように40歳過ぎまで生き延びたのは奇跡的な例であるという。
チェコで511キンダーハイムについて独自に調査を進めていたが、それはヨハンの生い立ちを知り関わることでもあった。成果を横取りしようとする旧チェコスロバキア秘密警察と対峙しつつ調査を継続するものの、ヨハンの妨害によりその核心には後一歩というところで届かなかった。その過程でヨハンによる一連の殺人事件に関わり、その容疑者となっていたスークの疑いを晴らすため、自分が真犯人であるとの手紙を送り、警察に追われる身となった。テンマと別行動をとってからは、独自にフランツ・ボナパルタの調査を進め、その所在を突き止めることに成功。ルンゲと同時期に、ルーエンハイムでボナパルタ本人を発見する。グリマーはボナパルタを裁きの場に引き出す為、町で虐殺を繰り広げるヨハンやその部下達からボナパルタを守ろうとする。殺し屋達相手に説得も試みるが、少女が射殺されるのを目の当たりにし、怒りを爆発させる。結果、“超人シュタイナー”ではなく自らの意思でヨハンの部下達を倒すが、自らも瀕死の重傷を負う。駆けつけたテンマとボナパルタの前で、失われた感情を取り戻し、息を引き取る。その死を見てボナパルタは過去に自分が行った行為を涙ながら深く悔いた。
ディーター
声 - 竹内順子
511キンダーハイムの元スタッフだった里親のハルトマン（声 - 矢島正明）に虐待を受けていたところをテンマに助けられた少年。テンマを慕って旅に同行する。サッカー好きで、テンマからもらったサッカーボールを常に持っている。
テンマにはあまり感情を出したりしないが、何があっても付いて行こうとし、テンマ以外にはその愛情を素直に表現する。フランクフルトでは、トルコ人街を火災から守るため奮闘した。
ヤコプ・マウラー
声 - 秋元羊介
ハイデルベルク・ポスト新聞社の記者。テンマは中年夫婦連続殺人事件にかかわる9年前の新聞記事を探すために訪れる。テンマの話を信じておらず邪険に扱うが、テンマの必死な姿を見て資料室を貸す。ヘビースモーカーでテンマに吸いすぎと注意を受ける。仕事第一で家庭をおろそかにしていたため、妻は娘を連れて実家に帰ってしまう。その後資料が見つかりテンマと共にニナが暮らすフォルトナー夫妻の家に向かう。テンマと別れる際「ちゃんと生きて帰ってくるんだ。そうしたらな煙草やめてやるよ。」とテンマを送り出すが、テンマがニナを連れて帰ってきた時には何者かに殺害されていた。
ヒューゴー・ベルンハルト
声 - 山野史人
歴戦の傭兵で、東南アジアの戦線などで活躍。ドイツの郊外に射撃訓練所を構え、逃亡潜伏中のテンマが銃の扱いを身につけるために訪れる。軍人時代にミャンマー人女性を射殺、その娘（声 - 田中真知子）を養女として引き取る。テンマが訓練所を去った後、ルンゲから取調べを受ける。その際、テンマの射撃の腕に関しては「実戦で力を発揮できるかどうかは別として、技術面では満点。なんといっても集中力が抜群」と評する。テンマに訓練をつけていくうちにその人柄を知ったためか、行き先について問われた時は黙秘した。また養女である少女はヒューゴーに心を開いていなかったが、テンマと過ごしていくうちに感情を取り戻し、ヒューゴーにも心を開くようになった。
オットー・ヘッケル
声 - 安原義人
金にがめついこそ泥。シュプリンガー夫妻殺人事件でテンマと出会い、逃走中のテンマにもぐりの医者の仕事を紹介する。料理が得意。後半からは全く出番が無かったが、最終話で再登場し、南フランスにいた双子の母親を探し出す手助けをした。
Dr.シューマン
声 - 小林勝彦
ディーターを連れたテンマがたどりついた村の老医師。小さな村の医療を一手に引受ており、その熱心さもあって村人に慕われている。不在中の診療所で患者を手当てしたテンマを追い、知り合う。大学病院時代には院長の派閥に取り入って院長の娘と結婚までしたものの、出世主義が過ぎたために妻の体調の悪化を見過ごし死なせてしまった過去を持つ。テンマの正体に気づきかけた村出身の警官であるハインツ（声 - 宮本充）から庇い、彼を密かに想う母のペトラ（声 - 谷育子）の診察の手助けをさせた。クモ膜下出血だったペトラをテンマが手術する中、指名手配中であることを確信して応援を呼んだハインツと取引きして、包囲を解かせる。テンマの腕と人格を認め、村に留まってもらうよう懇願するが、意思固く旅立つテンマの無事をディーターに託して見送る。
ルーディ・ギーレン
声 - 菅生隆之
凶悪犯罪者の精神分析を行なう犯罪心理学者。テンマとは大学の同級生。常に大学トップの成績を保っていたが、テンマが転校してきてからその座を奪われ、以来テンマに対して嫉妬心、コンプレックスを抱く。そんな因縁もあって、初めはテンマの主張する“怪物”ヨハンが、テンマのもう一つの人格なのではないかと疑い警察と罠を張るが、テンマの話から過去のわだかまりが解けて、警察の包囲網から逃がす。後にヨハンが実在する事と怪物であることを悟り、ヨハンの追求とテンマ救済に尽力する。
一度結婚していたが、妻は犯罪者の精神分析にのめり込む彼に嫌気が差し、離婚して家を出て行ったため現在は独身。事件後、ヨハン事件について『怪物への道』という著書を刊行し、大ベストセラーとなった。
ユーリウス・ライヒワイン
声 - 永井一郎
精神分析医。1937年生まれ。ギーレンの大学時代の恩師であり、現在は心理療法センターを開いている。元国境警察の警察医だった経歴も持ち、空手と柔道の有段者。
クライアントで友人でもあったリヒァルトの死を不審に思い、その原因を探る内にヨハンの存在を知る。そのためにロベルトに命を狙われるが、テンマに救われる。テンマの意図とヨハンの怪物性を悟り、彼を殺人犯にしないためとヨハンを追い詰めるために、ギーレン、ニナらと共にテンマ支援チームの中核として尽力する。
フリッツ・ヴァーデマン
声 - 大林隆介
「冤罪晴らしの達人」と評される辣腕弁護士。逮捕されたテンマの弁護を請け負う。父親のシュテファンはドイツ人追放で故郷を追われたドイツ系チェコ人であり、西ドイツでスパイ容疑で禁固刑を受け、1972年に獄死。そのせいで幼少期からスパイの子供として奇異な目で見られる。その後の裁判で父親の事件は冤罪と立証し、一躍時の人となる。学生時代に父親は本当に東ドイツ側のスパイだった決定的証拠を見つけ、深い苦悩を抱き、以来人を信用することが出来なくなった。また父親はボナパルタと親交があり、“赤いバラの屋敷”の実験にも関わったと思われていたが、スークと共に担当した朗読会の証人への事情聴取で父親が証人へ「虹の彼方に、きっといい所がある。」「君もこんな所から早く逃げろ」と語っていた事実を知り、真意に触れて心を救われる。後にテンマは勿論、死んだグリマーの潔白をも完全に証明した。物語の途中で妻との間の子供が生まれる。

### ヨハンの崇拝者・関係者
ロベルト / アルフレート・バウル / アドルフ・ラインハルト
声 - 勝部演之
511キンダーハイム出身。ヨハンを崇拝する殺人のプロ。ヨハンの正体を探るなど、彼にとって都合の悪い人物を次々と抹殺している。穏やかな風貌と演技力によってターゲットに自然な形で接触し、信頼を勝ち取り、目的を達成しようとする。作中では度々「大柄な男」と呼ばれている。
アンナの養父母殺しの犯人（ミュラー）のボディガードとして登場。その際にはニナでさえ殺そうとした。次にヨハンの顔を見たエヴァを始末しようとしたが、エヴァの取引とテンマへの憎悪を買って刺客として利用する。しかしエヴァの心変わりにより失敗。ライヒワインには常連の相談者の夫として、招かれる形で接近するもテンマの妨害もあって逃げられる。
ミュンヘン大学図書館で、ヨハンを狙うテンマの前に現れ、テンマを打ちのめしシューバルトを狙撃しようとする。だが、彼の目的が参加者皆殺しに変わっていることを悟り、歓喜しながら賞賛していた。その隙に立て直したテンマに拳銃で撃たれ二階から転落。
以降は消息不明だったが、弾は2発とも右腕に当たっただけで、テンマが逮捕された際に「アルフレート・バウル」と弁護士を装って再登場し、エヴァの命を狙うと脅迫。
ルーエンハイムでは町のホテルに潜伏し住民の殺戮を指揮していたが、ルンゲと死闘を繰り広げ、致命傷を負いつつもルンゲを失神させる。ヨハンを撃とうとしていたボナパルタを射殺し、ヨハンに「終わりの風景を見せてくれ」と言い残して絶命した。
ロベルトもアルフレート・バウルも本当の名前ではなく、511キンダーハイムを出る以前の記憶を失っている。その正体はカレル・ランケの甥である「アドルフ・ラインハルト」で、511キンダーハイムにいたころは週一回配給されるココアを楽しみにしていた。グリマーは511キンダーハイム時代の友人であり、彼は当時のロベルトの人となりを「ココアと絵を描く事と虫が大好きな少年で、将来は昆虫学者になることが夢だった」「虫を殺したくなかったため、昆虫採集は嫌いだった」と語っている。
赤ん坊
声 - 熊倉一雄
フランクフルト極右界の大物（※ヴォルフやチャペックなどの闇の組織の幹部よりは下位にある）。ネオナチグループ「純粋ドイツ民族党」「変革と前進党」の幹部も務める。"赤ん坊"というのは通称で、本名は不明。一時期なぜか語尾が「〜でちゅ」と赤ちゃん言葉になっていたが、チャペックと共に再登場した時には普通の話し方に戻っていた。
移民（トルコ系?、一部中国系の華人もいた）を一掃するためフランクフルト焼き討ちを計画するが、テンマとニナによって防止される。本当にチャペックの下でヨハンをコントロール出来ているのかという不安に駆られ、クリストフとの確執も重なって気晴らしにボディガード無しで行動した夜、ヨハンの命を受けた女により殺される。
ギュンター・ゲーデリッツ
声 - 家弓家正
ドレスデン大学の教授。ヨハンをリーダーに511キンダーハイム出身者を統率するという計画を実行する闇の組織の4人の指導者の1人。ヨハンをアドルフ・ヒトラー以上の人物であると崇拝するが、ヨハンの顔も居場所も知らなかった。ニナを餌にヨハンをおびき寄せようとし、自分らをキリストの才能を最初に見出した“東方の三博士”になぞらえ悦に入っていたが、その誘い方を不快に感じたヨハンによって部下たちもろとも殺される。
ヘルムート・ヴォルフ
声 - 北村弘一
旧東ドイツの将校で、闇の組織の4人の指導者の1人。ドイツとチェコの国境をさまよっていたヨハンとアンナを保護し、二人の名付け親となり、ヨハンを511キンダーハイムに入所させた。
ヨハンをリーダーに511キンダーハイムのエリートを統率しようとしている闇の組織の指導者4人の内の1人だったが、ヨハンに家族・知人を次々と殺害され、「誰も自分がヴォルフであることを知らない」という恐怖を味わわせられ別人のように老け込む。フランクフルトでヨハンを追うテンマに接触し、ヨハンの抹殺を託す。その後プラハ内の病院で臨終間際にテンマと再会。チャペックとヨハンの陰謀を食い止めるようテンマに言い残し、“終わりの風景”を見ながら死去。
クリストフ・ジーヴァーニッヒ
声 - 広中雅志
欧州屈指の財閥ジーヴァーニッヒ家の御曹司で、若き跡継ぎ。マルティンから悪魔の弟子と揶揄される。父親のエルネストは闇の組織の指導者の1人であったが、急死した為その後釜に座った。高校生の頃学校のマドンナを妊娠させ認知せず父親の金の力で問題を解決するなどとやりたい放題していた。
クリストフは実の子ではなく、東ドイツからの違法な養子斡旋によってエルネストの養子となった。元は511キンダーハイムの出身で、ヨハンが同孤児院を壊滅させた時のただ1人の生き残り。ヨハンと共に施設から脱出し、ヨハンとはよく世界征服の計画を話していた。その後自身やジーヴァーニッヒ財閥のスキャンダルの種をヨハンの力を借りて次々と抹殺していき、政治の世界への進出を目指す。
ハルデッカー通りのアパルトマンでヨハンと待ち合わせていたところをエヴァに踏み込まれ、耳を撃ち抜かれる。反撃して銃を奪いエヴァを殺そうとするが、現れたテンマにまたもや撃たれる。ヨハンの居場所を白状するよう迫られ、テンマにだけ伝えた。闇の組織の指導者の4人の中では唯一生き残った。事件後、先代の遺族らと財産を巡り泥沼の訴訟争いに陥っている。
ペトル・チャペック
声 - 田中信夫 / 幼少期 - 渕崎ゆり子
ボナパルタの直属の部下で、闇の組織の指導者4人の内の1人。チェコスロバキアとオーストリアの国境付近の出身。幼い頃から両親から勉強を押しつけられていた。成人して文部省の役人となり、その中でボナパルタと出会う。1989年の共産体制崩壊後、フランクフルトに亡命。ボナパルタの“朗読会”を聞いて以来、彼に心酔し、“赤いバラの屋敷”での実験にボナパルタと共に携わる。ニナが断片的に記憶する、プラハの家から彼女を拉致し、車の中で“彼（ボナパルタ）に嘘を言ってはいけない”と話しかける眼鏡の人物。ミランとは幼馴染。
エヴァにパーティに出席してヨハンの首実検をするよう依頼し、ヨハンを利用しようとしたつもりが“赤ん坊”殺害を知らされ、逆に利用されていたことを思い知る。安全のため身を隠そうと別荘へ向かう途中、錯乱して“赤ん坊”の元ボディガードを殺したのが露見し、ニナに双子誕生の秘話を語り終えた後、他のボディガード達によって射殺された。
フランツ・ボナパルタ / クラウス・ポッペ
声 - 野沢那智
心理学者・脳外科医であり、エミル・シェーベ、ヤコブ・ファロベック、ヘルムート・フォス等、幾つものペンネームを持つ絵本作家「フランツ・ボナパルタ」を名乗っているが、本名は「クラウス・ポッペ」。ドイツ系チェコスロバキア人でチェコスロバキア秘密警察の元大尉。父親はチェコ共産党の幹部、テルナー・ポッペ。
西ドイツ側を駆逐する為、エリートの子供を優秀な戦闘要員として育てる計画の主要人物であった。この計画の成果としてヨハンとアンナは生まれた。また彼は計画の一環として、自身の絵本を使い“朗読会”と称した子供の人格改造実験を行っていた。ヨハンが自分を知る人間を皆殺しにする行動の元となった、『なまえのないかいぶつ』は、エミル・シェーベ名義での作品の一つ。“朗読会”のノウハウは、ほぼ同時期に東ドイツの511キンダーハイムに取り入れられている。
しかし実験の途中段階で、ヨハンとアンナの母親に恋心を抱いたことで変心。“赤いバラの屋敷”での成果報告パーティーにて、計画の関係者全員を毒殺し、アンナを逃がす。その後、ベルリンの壁崩壊直前に西ドイツに亡命。先祖の故郷ルーエンハイムでホテルのオーナーをして隠れるように暮らす。毎日のようにヨハンとアンナの絵を描いていた。物語のクライマックスで、ヨハンを撃とうとした際、ロベルトによって射殺された。

### その他の人物
カール・ノイマン / カール・シューバルト
声 - 関智一 / 幼少期 - 時田光
ミュンヘン大学の学生（経営学専攻）。シューバルトと娼婦であったマルゴットの子。ヨハンと共に、シューバルトに本を朗読するアルバイトをしており、シューバルトに下手だと悪態をつかれながらも続けていた。養父母の下を転々としたのち、献身的な養父母のもとに落ち着き、養子になろうと決意。ヨハンによってシューバルトに実子だと認められて一緒に暮らす事となる。事件後は大学院に進学。
ロッテ・フランク
声 - 氷上恭子
カールと同じミュンヘン大学に在籍する女学生（文化人類学専攻）。情報収集と分析に長けている。シューバルトの身の回りの世話をするアルバイトをしていた。その際に朗読のアルバイトをしていたカールと知り合い、カールのよき相談相手となる。容姿にコンプレックスを抱いており、ニナと出会った当初はニナの美しさに嫉妬したこともあるが、後に二人は親友となる。カールに淡い恋心を抱いていたが、結局良き友人関係止まりで遂に恋は成就しなかった。事件後に大学を卒業し、探偵事務所に就職するも給与や福利厚生に関して経営者と諍いを起こし、一年で解雇され、その後は市場リサーチ会社に就職した。作家志望でもある。
ハンス・ゲオルグ・シューバルト
声 - 羽佐間道夫
バイエルン州の経済界の大物。「バイエルンの吸血鬼」の異名を持つ富豪。老いのためか、殆ど目が見えない状態。愛人関係にあった高級娼婦マルゴット・ランガーとその息子を捨てたことに、深い罪悪感を抱いている。
屋敷に引きこもる隠棲生活で、アルバイトを雇い小説の朗読をさせていた。その中で出会ったカールを実の息子だと認めた後、ヨハンを自身の秘書にする。それ以降は経済界に復帰、ドイツ経済の要、EU経済を占うといわれる存在にまで規模を拡大するが、ヨハンの手腕によるところが大きかった。ヨハンの真の狙いが自分になり変わることということに気づいており、自身がなれなかった化け物と認識。ミュンヘン大学に蔵書を寄贈する式典で殺害されるつもりで、カールを用事のためと言って家に返すが、ヨハンの目的が参列者全員を殺すことに変わっていることに直前で気づき避難を呼びかける。図書館が炎に包まれた際、命からがらテンマに助けられた。ルーエンハイムの事件後は息子のカールと静かに暮らす。
リヒァルト・ブラウン
声 - 有川博
私立探偵。元はミュンヘン署きっての敏腕刑事だったが、持ち前の強い正義感から未解決の事件に対しての苛立ちを募らせた挙句にアルコールへ走る。そんな中、511キンダーハイム出身で連続殺人犯の少年（シュテファン・ヨース）を射殺する事件を起こし、辞職に追い込まれる。妻子とも別れざるをえなくなり、何とか立ち直ろうとライヒワインのカウンセリングを受けていた。
ある日大富豪シューバルトの依頼を受け、息子を名乗る人物の調査を始めた矢先、ターゲットの青年（エドムント・ファーレン）が自殺。不審に思い調査を進める内に謎の青年ヨハンの存在とシューバルトへの周到かつ邪悪な陰謀を察知する。ライヒワインからも完全に立ち直ったと励まされ、翌日に愛娘と会う約束をした直後にヨハンの訪問を受ける。ミュンヘン大学の屋上でシュテファン・ヨース事件の真相を追及され、精神的に崖っぷちへ追い詰められた末、ヨハンにウイスキーを勧められる。程なくして泥酔状態で屋上から転落死。過去の経緯などもあって警察はロクに捜査せず自殺と処理したが、その死によってライヒワイン達はヨハンの恐ろしさを実感。ヨハンを追い詰めることとテンマ救出に注力することになる。
シュテファン・ヨース
511キンダーハイム出身の少年。強姦殺人などを繰り返し指名手配されていた。リヒァルト・ブラウン刑事が泥酔して射殺した事になっていたが、ヨハンとリヒァルトの会話から素面で射殺したことが示唆される。
マルゴット・ランガー / ヘレンカ・ノヴァコバー
声 - 田中敦子
チェコ人の娼婦。1955年8月12日、プラハ生まれ。15歳の時チェコからドイツへ政治亡命。チェコ・スロヴァキアの反体制地下運動家だったらしく、同志かつ親友であったヨハンとアンナの母親も同じように亡命を計ったが失敗に終わった。ゲオルグ・シューバルトと関係を持ち、その後カール・ノイマンを生む。1992年に娼婦を引退して静かに暮らしていたが、1995年11月2日に他殺体で発見される。死の直前までヨハンらしき青年と同居していた。
ミハイル・イワーノヴィチ・ペドロフ / ラインハルト・ビーアマン
声 - 大塚周夫
511キンダーハイムの院長だった人物。ベルリンの壁崩壊直後にチェコに亡命し、ペドロフと名乗りロシア国籍と偽ってプラハで無許可孤児院を経営していた。プラハでグリマーにかつて511キンダーハイムで行っていた実験及びその資料についての質問を受けるが、自身が行っていた実験は成功していて、ヨハンの出現によって実験に狂いが生じたと語った（ヨハンが現れた時は院長の任からは外れていた）。
グリマーが訪問した際は511キンダーハイムの成果を肯定する言動から彼の怒りを買いかけるが、実はヨハンの事件で人間の闇を見たため、それに負けない人間にするため愛情をこめて育てる教育を行っていた。グリマーが外で子供達とサッカーをしに行っていた際、女装したヨハンによって家政婦と共に射殺された。死の間際グリマーに511キンダーハイムの資料とヨハンのルーツのカギを握るテープの入っている金庫の鍵の場所を伝えた。
フィリップ・ゼーマン / フィリップ・ゼマン
声 - 掛川裕彦
プラハ署の警部でスーク刑事の上司。爪を切ることにこだわりを持つのが印象的な人が良さそうな警部だが、旧秘密警察の人間と関係を持ち、署内の旧秘密警察の人間の経歴を黙っている代りに多額の金を受け取っていたなど実際は汚職警官だった。
ヨハンのルーツのカギを握るカセットテープを入手するため、テープの所持者であったペドロフが殺された時に取り調べをしたグリマーを怪しいと思い、旧秘密警察の2人の人間と共にグリマーを地下に監禁して拷問し、テープの場所を吐かせようとするも、拷問中に現れた女装したヨハンによって一味の1人が射殺され、自身ともう1人は豹変したグリマーによって殴り殺された。
ヤン・スーク
声 - 菅沼久義
チェコ・プラハの刑事。警察署内部の旧秘密警察の陰謀に巻きこまれたのをきっかけに、グリマーと親交を深める。少し気弱だが真面目で正義感が強く、曲がったことが嫌い。前途有望だが、共に“赤いバラの屋敷”関係者の聴取に当たったヴァーデマン弁護士には、マニュアル的な捜査だと批判される。
女装したヨハンに一目惚れして交流を持つも、ヨハンに嵌められて警官2名殺害事件の容疑者にされる。警察に追跡されるが、グリマーが罪をかぶったことで名誉が回復される。
カレル・ランケ
声 - 坂口芳貞
元チェコスロバキア秘密警察の大佐で、秘密警察を母体とした闇組織の実質的な指導者。新体制後、闇社会のボスとして活動。チェコのどこかに隠されている、ヨハンと511キンダーハイムの実験記録を探し求めている。かつて自ら511キンダーハイムに入れた甥（アドルフ・ラインハルト）の動向を密かに探っている。「カレル・ランケ」の名前は仮名であり、本名は不明。グリマーとテンマにボナパルタの情報を初めて伝えた。
ギュンター・ミルヒ
声 - 千葉繁
現金強奪グループの構成員で、過去12回の脱獄歴のある囚人。テンマが収容された刑務所に服役しており、よく仮病を使う。チュニジアに行くことに憧れている。テンマのことを最初は不快な奴だと思っていた。外の仲間であるグスタフ（声 - 高木渉）とヘレーネ（声 - 朴璐美）と計画して護送車からの脱走を計画するが、護送車がグスタフを跳ねてしまい呆然としていたところをテンマの機転で脱走に成功する。グスタフをテンマと車でアイスラー記念病院の入口の前まで運んだ後、テンマの本当の人柄を知り、テンマと別れた。
ヤロミール・リプスキー
声 - 平田広明
チェコのカレル橋で、人形劇ライブを行っている人形師。1962年生まれ。フランツ・ボナパルタの実の息子で、“朗読会”の生徒だったが、父から優秀な生徒ではないと言い渡され、“赤いバラの屋敷”から締め出される。1981年に死去した母親は元女優で、「リプスキー」姓。チェコ国立芸術アカデミー人形劇学部卒で、人形制作の腕は良いが、ストーリーが創れないことに悩んで、創作のきっかけになると思い“赤いバラの屋敷”をたびたび訪れる。そこでニナと出会い、彼女としばらく行動を共にすることで、心のよりどころと思っていた屋敷へのこだわりから抜け出し、人形劇のストーリーを創ることが出来るようになる。
マルティン・レースト
声 - 池田秀一 / 幼少期 - 福圓美里
“赤ん坊”の部下。ペトル・チャペックの命令で、エヴァの護衛を命じられた男。アルコール嫌いで、エヴァに絡んだ酔っ払いを半殺しにした。恋人を殺した罪で8年間服役しており、エヴァと出会う3年前から“赤ん坊”の部下だった。女絡みの仕事が嫌いで、エヴァのことも最初は嫌っていた。エヴァを追って接近してきたテンマを叩きのめしていたが、エヴァの役目（上流階級のパーティに出席し、ヨハンの顔を確認する）が終わると、テンマの警告するとおりチャペックからエヴァを消すことを命じられる。クリストフに飲んだくれた自分の母親（声 - 定岡小百合）を極寒の中で置き去りにして死なせたこと（マルティンのアルコール嫌いはここからきている）、薬物から更生しかけていた恋人が、昔の男によって再び薬に手を染め、それをマルティンに見られて自殺したこと、男はマルティンがその手で殺したが、恋人殺しの罪もかぶり服役したことなどを次々と言い当てられる。そして、母親も恋人も死にたがっていたのでマルティンはそれをかなえてあげただけであって、エヴァもきっと死にたがっているのだから望みどおりにするべきだと告げられる。
その言葉によって思い起こした自分の過去と、クリストフの背後の“怪物”ヨハンにおののいたが、悪魔の思惑通りに動いてはいけない、誰も死にたがってはいないと、命令に背いてエヴァと共に逃亡することを決断。エヴァを先に逃がし、差し向けられた殺し屋達と壮絶な銃撃戦を繰り広げる。殺し屋達を退けたが重傷を負い、テンマの元に担ぎ込まれる。そして、テンマにチャペックの陰謀やクリストフの情報を知る限り伝え、エヴァのことを託して絶命する。
ミラン・コラーシュ
声 - 大塚明夫 / 幼少期 - 藤井あさこ
歯科医。チェコからドイツへ亡命し、フランクフルトに在住。ボナパルタの部下、ペトル・チャペックとは幼馴染であった。亡命してきたチャペックをフランクフルトへ招くが、チャペックが行った“朗読会”の実験で息子は自殺。再開発で取り壊し寸前のトルコ人街に潜伏し、極右組織の幹部となったチャペックの抹殺を狙う。変死したトルコ人街自警団幹部の遺族5人と同居していた。テンマの制止を振り切って遂にチャペック暗殺を決行したが、失敗に終わり警備の警官隊に射殺される。
ベンヤミン・ヴァイスバッハ
声 - 仲木隆司
ノルトライン・ヴェストファーレン州警察の警部。リーベルト夫妻殺害事件及びアイスラー記念病院医師3名毒殺事件の担当だった（因みに捜査権がBKAに移ったため担当からは外れた）。それから時が経ち、定年を間近に控えた最後の仕事で連続殺人犯の移送を任されるが、その殺人犯から双子の話を聞かされ、双子が絡んでいた過去の殺害事件の関連を疑問に思い、ギーレンとともに捜査を行った。

## 用語
チェコスロバキア秘密警察
本作における「チェコスロバキア秘密警察」という名称の機関は実在しない。チェコスロバキア社会主義共和国時代は、連邦内務省国家安全保障隊（チェコ語:SNB, Sbor národní bezpečnosti、スロバキア語:ZNB, Zbor národnej bezpečnosti）の秘密警察部門である国家保安部（チェコ語:StB, Státní bezpečnost、スロバキア語:ŠtB, Štátna bezpečnosť）が存在した。チェコスロバキア共産党の1部門として発足した機関で、民主化後の1990年1月1日に廃止。国家保安部職員および協力者（エージェント）の名簿を含む同部の記録は、実際にはチェコ共和国警察本部共産主義者犯罪記録捜査警察局（ÚDV, Úřad dokumentace a vyšetřování zločinů komunismu）とスロバキア共和国国立記録研究所（ÚPN, Ústav pamäti národa）が保有管理しており、公開も行っている。
プラハ警察署
本作におけるチェコ国内の警察機構の描写は、ドイツパートにおける描写と対照的に架空要素が極めて強く、チェコ共和国警察（PČR）には「プラハ警察署」に相当する機関は実在しない。実際にはプラハ首都管理局（Správa hlavního města Prahy ; 2009年1月1日にプラハ首都県警察総局 = Krajské ředitelství policie hlavního města Prahy = に改組）の下に置かれたプラハ第1からプラハ第10までの10地区警察総局（OŘP, Obvodní ředitelství policie ; 2004年に4地区警察総局に統合）管内に、日本の「警察署」および「交番」に相当する地域警察課（MOP, Místní oddělení policie）が合わせて48課設置されているが、MOPは日本警察における「地域部」に近い地区警察総局秩序警察部所属の部署のため、犯罪捜査業務は所管しておらず、捜査員（刑事）は存在しない。市内の犯罪捜査業務は首都県警察総局と各地区警察総局の刑事警察捜査局（SKPV, Služba kriminální policie a vyšetřování）が行っている。

## テレビアニメ
2004年4月7日から2005年9月28日まで日本テレビほかで放送された。全74話。深夜アニメでは珍しく6クール放送され原作をほぼ忠実にアニメ化している。
2005年12月28日と12月29日の両日、日本テレビでテレビシリーズを前後編3時間に編集した総集編「MONSTERスペシャルバージョン」が放送された（前編1時間、後編2時間）。

### スタッフ
- 原作 - 浦沢直樹（小学館・ビッグコミックス刊）
- 監督 - 小島正幸
- キャラクターデザイン・総作画監督 - 藤田しげる
- キャラクター原案 - 高坂希太郎
- シリーズ構成 - 浦畑達彦
- 美術監督 - 池田祐二
- 銃器デザイン - 安田好孝
- プロップデザイン - 清水洋
- 撮影監督 - 滝澤竜
- 色彩設計 - 鎌田千賀子
- 編集 - 寺内聡
- 音響監督 - 本田保則
- 音楽 - 蓜島邦明
- 監督助手 - 中村亮介
- 制作プロデューサー - 中本健二
- プロデューサー - 山下洋（CHAPTER.1 - 10）・中谷敏夫（CHAPTER.11-）、田村学、油井卓也、丸山正雄
- アニメーションプロデューサー - 吉本聡
- アニメーション制作 - マッドハウス
- 製作 - 日本テレビ、小学館、VAP

### 主題歌
「GRAIN」
蓜島邦明の作曲・編曲によるオープニングテーマ。
「for the love of life」
デヴィッド・シルヴィアンによるCHAPTER.1 - 32のエンディングテーマ。作詞はデヴィッド・シルヴィアン、作曲はデヴィッド・シルヴィアンと蓜島邦明。
「Make It Home」
フジ子・ヘミングによるCHAPTER.33 - 74のエンディングテーマ。作詞・作曲・編曲は蓜島邦明。

### 各話リスト
- サブタイトルの前には基本的に「CHAPTER.（話数）」という表記が付く（ただし最終回のみ“FINAL CHAPTER”と表記）。
- サブタイトルも原作Chapter名からそのまま踏襲している（CHAPTER.14だけは2つの原作Chapter名を折衷）。
- テレビ放送では第24話と25話の間に1話から17話の総集編『Extra.1 発端』が放送された。（“1”と付いているが、テレビ放送中に作られた総集編はこの一つのみ）

| 話数          | サブタイトル           | 英題                                       | 脚本       | 絵コンテ                | 演出                | 作画監督        | 放送日         |
| ------------- | ---------------------- | ------------------------------------------ | ---------- | ----------------------- | ------------------- | --------------- | -------------- |
| CHAPTER.1     | ヘルDr.テンマ          | Herr Dr. Tenma                             | 浦畑達彦   | 小島正幸                | 小島正幸            | あべたくじ      | 2004年 4月7日  |
| CHAPTER.2     | 転落                   | Downfall                                   | 浦畑達彦   | 小島正幸                | 中村亮介            | 山本善哉        | 4月14日        |
| CHAPTER.3     | 殺人事件               | Murder Case                                | 浦畑達彦   | 高橋敦史                | 高橋亨              | 赤堀重雄        | 4月21日        |
| CHAPTER.4     | 処刑の夜               | The Night of Execution                     | 浦畑達彦   | 平塚住雄                | 寺本幸代            | 嶋津郁雄        | 4月28日        |
| CHAPTER.5     | ハイデルベルクの少女   | The Girl From Heidelberg                   | 浦畑達彦   | 中村亮介                | 小林智樹            | 南伸一郎        | 5月5日         |
| CHAPTER.6     | 失踪記事               | Disappearance Report                       | 浦畑達彦   | 小島正幸                | 長崎健司            | 津幡佳明        | 5月12日        |
| CHAPTER.7     | 惨劇の館               | Mansion of Tragedy                         | 浦畑達彦   | サトウシンジ            | 井上茜              | 山縣亜紀        | 5月19日        |
| CHAPTER.8     | 追われる身             | The Fugitive                               | 浦畑達彦   | 小島正幸                | 中村亮介            | 山本善哉        | 5月26日        |
| CHAPTER.9     | 老兵と少女             | Elderly Soldier and a Young Girl           | 浦畑達彦   | 片渕須直                | 池田重隆            | 高岡淳一        | 6月2日         |
| CHAPTER.10    | 消された過去           | An Erased Past                             | 浦畑達彦   | 平塚住雄                | 寺本幸代            | 嶋津郁雄        | 6月9日         |
| CHAPTER.11    | 511キンダーハイム      | Kinderheim 511                             | 浦畑達彦   | 片渕須直                | 中村賢太郎          | 南伸一郎        | 6月16日        |
| CHAPTER.12    | ささやかな実験         | Modest Experiment                          | 浦畑達彦   | 片渕須直                | 青山弘              | 垪和等          | 6月23日        |
| CHAPTER.13    | ペトラとシューマン     | Petra and Schumann                         | 筆安一幸   | 井上茜                  | 井上茜              | 山縣亜紀 山沢実 | 6月30日        |
| CHAPTER.14    | 残された男・残された女 | The Abandoned Man・ The Abandoned Woman    | 砂山蔵澄   | 中村亮介                | 長崎健司            | 君塚勝教        | 7月7日         |
| CHAPTER.15    | ビー・マイ・ベイビー   | Be My Baby                                 | 博多正寿   | 渡邊哲哉                | 渡邊哲哉            | 桜井正明        | 7月14日        |
| CHAPTER.16    | ヴォルフの告白         | Wolf's Confession                          | 渡邊和夫   | 西村聡                  | 宮本幸裕            | 嶋津郁雄        | 7月21日        |
| CHAPTER.17    | 再会                   | Reunion                                    | 中村龍     | 小林智樹                | 小林智樹            | 南伸一郎        | 7月28日        |
| CHAPTER.18    | 五杯目の砂糖           | The Fifth Spoonful of Sugar                | 浦畑達彦   | 森田宏幸                | 池田重隆            | 宮脇千鶴        | 8月4日         |
| CHAPTER.19    | 怪物の深淵             | The Monster's Abyss                        | 吉野智美   | 青山弘                  | 青山弘              | 垪和等          | 8月11日        |
| CHAPTER.20    | フライハムへの旅       | Journey to Freiham                         | 浦畑達彦   | 片渕須直                | 中村賢太郎          | 清水洋          | 8月18日        |
| CHAPTER.21    | 幸せな休日             | A Wonderful Holiday                        | 林政宏     | 高橋亨                  | 高橋亨              | 高岡淳一        | 8月25日        |
| CHAPTER.22    | ルンゲの罠             | Lunge's Trap                               | 筆安一幸   | 善聡一郎                | 宮本幸裕            | 嶋津郁雄        | 9月1日         |
| CHAPTER.23    | エヴァの告白           | Eva's Confession                           | 中村龍     | 佐藤雄三                | 佐藤雄三            | あべたくじ      | 9月8日         |
| CHAPTER.24    | 男達の食卓             | The Men's Dining Table                     | 博多正寿   | 坂田純一                | 池田重隆            | 村田睦明        | 9月15日        |
| CHAPTER.25    | 木曜日の青年           | The Thursday Boy                           | 林政宏     | 兼森義則                | 中村賢太郎          | 君塚勝教        | 9月29日        |
| CHAPTER.26    | 秘密の森               | The Secret Woods                           | 阿部奈美子 | 島崎奈々子              | 島崎奈々子          | 宮脇千鶴        | 10月6日        |
| CHAPTER.27    | 証拠の品               | Pieces of Evidence                         | 斎藤友紀   | 長崎健司                | 長崎健司            | 高岡淳一        | 10月13日       |
| CHAPTER.28    | ただ一つの事件         | Just One Case                              | 中村亮介   | 善聡一郎                | 宮本幸裕            | 嶋津郁雄        | 10月20日       |
| CHAPTER.29    | 処刑                   | Execution                                  | 中村亮介   | 中村亮介                | 中村亮介            | 濱田邦彦        | 10月27日       |
| CHAPTER.30    | ある決意               | A Certain Decision                         | 中村龍     | 高橋亨                  | 高橋亨              | 赤堀重雄        | 11月3日        |
| CHAPTER.31    | 白日の下へ             | Under Broad Daylight                       | 博多正寿   | 高橋敦史                | 小林智樹            | 南伸一郎        | 11月10日       |
| CHAPTER.32    | 聖域                   | Sanctuary                                  | 斎藤友紀   | 中村賢太郎              | 中村賢太郎          | あべたくじ      | 11月17日       |
| CHAPTER.33    | 子どもの情景           | Scene of a Child                           | 林政宏     | 新留俊哉                | 池田重隆            | 宮脇千鶴        | 11月24日       |
| CHAPTER.34    | 闇の果て               | At the End of the Darkness                 | 浦畑達彦   | 善聡一郎                | 宮本幸裕            | 嶋津郁雄        | 12月1日        |
| CHAPTER.35    | 名なしのヒーロー       | A Hero with no name                        | 浦畑達彦   | 森田浩光                | あきつ南            | 金東俊          | 12月8日        |
| CHAPTER.36    | 混沌の怪物             | A Monster of Chaos                         | 筆安一幸   | 森田宏幸                | 鶴岡耕次郎          | 井上鋭          | 12月15日       |
| CHAPTER.37    | なまえのないかいぶつ   | A Monster Without a Name                   | 中村亮介   | 高橋敦史                | 高橋敦史            | 清水洋          | 2005年 1月12日 |
| CHAPTER.38    | 我が目の悪魔           | The Demon in Our Eyes                      | 中村亮介   | 小島正幸                | 中村賢太郎          | 高岡淳一        | 1月19日        |
| CHAPTER.39    | 目の中の地獄           | The Hell of His Eyes                       | 筆安一幸   | 兼森義則                | 長崎健司            | 濱田邦彦        | 1月26日        |
| CHAPTER.40    | グリマー               | Grimmer                                    | 浦畑達彦   | 宮本幸裕                | 宮本幸裕            | 嶋津郁雄        | 2月2日         |
| CHAPTER.41    | 511の亡霊              | The Ghost of 511                           | 林政宏     | 小林智樹                | 小林智樹            | 南伸一郎        | 2月9日         |
| CHAPTER.42    | 超人シュタイナーの冒険 | The Adventures of The Magnificient Steiner | 博多正寿   | 伊藤智彦                | 伊藤智彦            | 赤堀重雄        | 2月16日        |
| CHAPTER.43    | スーク刑事             | Detective Suk                              | 中村龍     | そえたかずひろ          | 若林漢二            | 金東俊          | 2月23日        |
| CHAPTER.44    | 二つの闇               | The Two Darkness                           | 斎藤友紀   | 高橋敦史                | 高橋敦史            | あべたくじ      | 3月2日         |
| CHAPTER.45    | 怪物の残像             | The Afterimage of a Monster                | 筆安一幸   | 長崎健司                | 長崎健司            | 山本善哉        | 3月9日         |
| CHAPTER.46    | 接点                   | The Point of Contact                       | 筆安一幸   | 佐藤雄三                | 池田重隆            | 丸加奈子        | 3月16日        |
| CHAPTER.47    | 悪夢の扉               | The Door to a Nightmare                    | 筆安一幸   | 浅香守生                | 中村賢太郎          | ふくだのりゆき  | 3月23日        |
| CHAPTER.48    | 一番怖いもの           | The Most Frightening Thing                 | 西川真剛   | 善聡一郎                | 宮本幸裕            | 嶋津郁雄        | 3月30日        |
| CHAPTER.49    | 一番残酷なこと         | The Cruelest Thing                         | 筆安一幸   | 高橋亨                  | 高橋亨              | 宮脇千鶴        | 4月6日         |
| CHAPTER.50    | バラの屋敷             | The Rose Mansion                           | 林政宏     | あきつ南                | 若林漢二            | 金東俊          | 4月13日        |
| CHAPTER.51    | 怪物のラブレター       | A Monster's Love Letter                    | 中村龍     | 鶴岡耕次郎              | 鶴岡耕次郎          | 濱田邦彦        | 4月20日        |
| CHAPTER.52    | 弁護士                 | Lawyer                                     | 博多正寿   | 斎藤友紀                | 池田重隆            | 高岡淳一        | 4月27日        |
| CHAPTER.53    | 決意                   | Determination                              | 筆安一幸   | 島崎奈々子              | 島崎奈々子          | 赤堀重雄        | 5月4日         |
| CHAPTER.54    | 脱走                   | Escape                                     | 筆安一幸   | 宮本幸裕                | 宮本幸裕            | 嶋津郁雄        | 5月11日        |
| CHAPTER.55    | 402号室                | Room Number 402                            | 浦畑達彦   | 伊藤智彦                | 伊藤智彦            | あべたくじ      | 5月18日        |
| CHAPTER.56    | 終わらない旅           | The Unending Journey                       | 西川真剛   | 高橋敦史                | 高橋敦史            | 清水洋          | 5月25日        |
| CHAPTER.57    | あの日の夜             | That Night                                 | 斎藤友紀   | 青山浩行                | 長崎健司            | 青山浩行        | 6月1日         |
| CHAPTER.58    | いやな仕事             | Unwanted Job                               | 筆安一幸   | 中村亮介                | 中村亮介            | 山本善哉        | 6月8日         |
| CHAPTER.59    | 悪魔を見た男           | The Man Who Saw the Devil                  | 筆安一幸   | 坂田純一                | 池田重隆            | 津幡佳明        | 6月15日        |
| CHAPTER.60    | 知りすぎた男           | The Man Who Knew Too Much                  | 筆安一幸   | 坂田純一                | 宮本幸裕            | 繁田享          | 6月22日        |
| CHAPTER.61    | 記憶の扉               | The Door of Memory                         | 中村龍     | 森田宏幸                | 中村賢太郎          | 宮脇千鶴        | 6月29日        |
| CHAPTER.62    | 楽しい食卓             | A Fun Dining Table                         | 西川真剛   | 島崎奈々子              | 島崎奈々子          | 高岡淳一        | 7月6日         |
| CHAPTER.63    | 無関係な殺人           | An Unrelated Murder                        | 博多正寿   | あきつ南                | 若林漢二            | 金東俊          | 7月13日        |
| CHAPTER.64    | 赤ん坊の憂鬱           | The Baby's Depression                      | 斎藤友紀   | 高橋亨                  | 高橋亨              | 赤堀重雄        | 7月20日        |
| CHAPTER.65    | ヨハンの足跡           | Johan's Footprints                         | 林政宏     | 鶴岡耕次郎              | 鶴岡耕次郎          | あべたくじ      | 7月27日        |
| CHAPTER.66    | おかえり               | Welcome Back                               | 博多正寿   | 高橋敦史                | 高橋敦史            | 尾崎和孝        | 8月3日         |
| CHAPTER.67    | ただいま               | I'm Home                                   | 林政宏     | 小島正幸                | 池田重隆            | 青山浩行        | 8月10日        |
| CHAPTER.68    | ルーエンハイム         | Ruhenheim                                  | 筆安一幸   | 坂田純一                | 宮本幸裕            | 繁田享          | 8月17日        |
| CHAPTER.69    | 安らぎの家             | A Peaceful Home                            | 筆安一幸   | 中村賢太郎              | 中村賢太郎          | 山本善哉        | 8月24日        |
| CHAPTER.70    | 殺戮の町               | The Town of Slaughter                      | 博多正寿   | 伊藤智彦                | 若林漢二            | 丸加奈子        | 8月31日        |
| CHAPTER.71    | 超人シュタイナーの怒り | The Magnificient Steiner's Rage            | 林政宏     | 中村亮介                | 中村亮介            | 高岡淳一        | 9月7日         |
| CHAPTER.72    | 名前のない男           | Man Without A Name                         | 筆安一幸   | 高橋亨                  | 高橋亨              | 赤堀重雄        | 9月14日        |
| CHAPTER.73    | 終わりの風景           | The Landscape of the End                   | 筆安一幸   | 小島正幸 高橋亨         | 小島正幸 鶴岡耕次郎 | 津幡佳明        | 9月21日        |
| FINAL CHAPTER | 本当の怪物             | The Real Monster                           | 浦畑達彦   | 小島正幸 いしづかあつこ | 大野和寿            | 清水洋          | 9月28日        |

### 放送局
2004年7月までに開始した放送局の出典は、2004年8月中旬 - 9月上旬時点のものとする。
| 放送局         | 放送日時                | 放送期間                                      | 備考             |
| -------------- | ----------------------- | --------------------------------------------- | ---------------- |
| 日本テレビ     | 水曜 0:40 - 水曜 0:50 - | 2004年4月7日 - 9月 2004年10月 - 2005年9月28日 | 製作局           |
| 札幌テレビ     | 火曜 1:15 - /1:25 -     | 2004年4月13日 - 2005年10月4日                 |                  |
| 山梨放送       | 火曜 1:40 -             | 2004年4月13日 - 2005年10月                    |                  |
| 中京テレビ     | 火曜 1:50 - /1:59 -     | 2004年4月13日 - 2005年10月11日                |                  |
| よみうりテレビ | 火曜 1:35 - /1:43 -     | 2004年4月13日 - 2005年10月17日                | MONDAY PARK第1部 |
| 福島中央テレビ | 土曜 1:14 -             | 2004年7月 - 2006年3月                         |                  |
| 静岡第一テレビ | 木曜 1:46 - /1:53 -     | 2004年7月 - 2005年12月                        |                  |
| 福岡放送       | 火曜 1:15 - /1:25 -     | 2004年7月 - 2006年3月                         |                  |
| 長崎国際テレビ | 水曜 1:23 - /1:20 -     | 2004年7月 - 2006年2月                         |                  |
| テレビ岩手     | 火曜 1:40 -             | 2004年10月 - 2006年3月                        |                  |
| アニマックス   | 金曜 22:00 - 他         | 2004年10月22日 - 2006年4月7日                 | CS               |
| 西日本放送     | 木曜 1:50 -             | 2004年12月 - 2006年5月                        |                  |
| 広島テレビ     | 火曜 1:25 -             | 2005年1月 - 2006年06月                        |                  |

※札幌テレビ、中京テレビ、長崎国際テレビ、静岡第一テレビ、よみうりテレビ、福岡放送の6局は、2004年10月から放送時間が変更された。
| 日本テレビ 火曜深夜アニメ枠 | 日本テレビ 火曜深夜アニメ枠 | 日本テレビ 火曜深夜アニメ枠           |
| 前番組                      | 番組名                      | 次番組                                |
| --------------------------- | --------------------------- | ------------------------------------- |
| ごくせん                    | MONSTER                     | 闘牌伝説アカギ 〜闇に舞い降りた天才〜 |

## 書誌情報

### 単行本
- 浦沢直樹 『MONSTER』 小学館〈ビッグコミックス〉、全18巻
  1. 「ヘルDr.テンマ」1995年6月30日発売[小 1]、ISBN 4-09-183651-8
  2. 「戦慄の誕生日」1995年9月30日発売[小 2]、ISBN 4-09-183652-6
  3. 「511キンダーハイム」1996年4月27日発売[小 3]、ISBN 4-09-183653-4
  4. 「アイシェの友達」1996年8月30日発売[小 4]、ISBN 4-09-183654-2
  5. 「カーニバルのあと…」1997年4月2日発売[小 5]、ISBN 4-09-183655-0
  6. 「秘密の森」1997年5月30日発売[小 6]、ISBN 4-09-183656-9
  7. 「リヒャルト」1997年10月30日発売[小 7]、ISBN 4-09-183657-7
  8. 「名なしのヒーロー」1998年2月26日発売[小 8]、ISBN 4-09-183658-5
  9. 「なまえのないかいぶつ」1998年5月30日発売[小 9]、ISBN 4-09-183659-3
  10. 「ピクニック」1998年10月30日発売[小 10]、ISBN 4-09-183660-7
  11. 「死角」1999年3月30日発売[小 11]、ISBN 4-09-185271-8
  12. 「バラの屋敷」1999年6月30日発売[小 12]、ISBN 4-09-185272-6
  13. 「脱走」2000年2月29日発売[小 13]、ISBN 4-09-185273-4
  14. 「あの日の夜」2000年6月30日発売[小 14]、ISBN 4-09-185274-2
  15. 「記憶の扉」2000年10月30日発売[小 15]、ISBN 4-09-185275-0
  16. 「おかえり」2001年2月28日発売[小 16]、ISBN 4-09-185276-9
  17. 「ただいま」2001年8月30日発売[小 17]、ISBN 4-09-185277-7
  18. 「終わりの風景」2002年2月28日発売[小 18]、ISBN 4-09-185278-5

### 完全版
- 浦沢直樹 『MONSTER 完全版』 小学館〈ビッグコミックス〉、全9巻
  1. 2008年1月30日発売[小 19]、ISBN 978-4-09-181790-7
  2. 2008年1月30日発売[小 20]、ISBN 978-4-09-181802-7
  3. 2008年2月29日発売[小 21]、ISBN 978-4-09-181803-4
  4. 2008年3月28日発売[小 22]、ISBN 978-4-09-181804-1
  5. 2008年4月26日発売[小 23]、ISBN 978-4-09-181805-8
  6. 2008年5月30日発売[小 24]、ISBN 978-4-09-181806-5
  7. 2008年6月30日発売[小 25]、ISBN 978-4-09-181807-2
  8. 2008年7月30日発売[小 26]、ISBN 978-4-09-181808-9
  9. 2008年8月29日発売[小 27]、ISBN 978-4-09-181809-6

## 関連商品

### 『ANOTHER MONSTER-The investigative report-』
- ヴェルナー・ヴェーバー 浦沢直樹共著 長崎尚志訳
- ISBN 4-09-185279-3

著者の一人ヴェルナー・ヴェーバーが、原作のヨハン事件に関わる人々にインタビューをしていき、事件の謎を解き明かしていくストーリー。ヴェーバーはオーストリア出身のフリーランス・ジャーナリスト。エヴァ、ルンゲ、リプスキーといった本編の重要人物にヴェーバーが証言を聞く事で、原作の事件を回顧していくと共に、ヨハンと関わった人々の後日談も知ることができる。本編でヴォルフガング・グリマーがボナパルタの実験について独自に調査し、記録した「グリマー・ノート」も公開され、さらに事件の真相に迫ることができる。なお最重要人物といえる、天馬賢三とニナ・フォルトナーには、ついにインタビューをとることができなかった。
日本での友人の証言による天馬の少年時代の出来事、ドイツで医師になる事となった理由、アニメ「超人シュタイナー」の内容と製作過程、511キンダーハイム崩壊の詳細な経緯、フランツ・ボナパルタやヨハンとニナの両親（特に実母）のルーツなど、本編で語られなかった謎も明らかにされる。
また、この小説（物語）の中で、ヴェーバーはヨハン事件を追うと共に、オーストリアの病院で発生した猟奇殺人事件も追跡しており、ヴェーバーはその背後に不気味なホラー小説「闇のドルン」とボナパルタを思わせる新たな絵本、そして「もう一人の怪物」の影を察知する。そしてヴェーバーは、ついにその「怪物」と接近する。
全編、架空の作者ヴェーバーによる登場人物との対話に、物語に絡む実際の政治的歴史、各所に挿入されたチェコやドイツの写真の効果もあり、フィクションを感じさせないリアルなドキュメンタリーの雰囲気を醸し出している。

### 『なまえのないかいぶつ』
作中に登場する絵本をオールカラーで収録した作品。いずれも架空の作品だが、「実在する絵本を浦沢が訳した」という体裁をとっている。解説は長崎尚志。以下、4つのストーリーで構成されている。
- 「なまえのないかいぶつ」エミル・シェーベ
- 「めのおおきなひと　くちのおおきなひと」ヤクプ・パロウベック
- 「へいわのかみさま」クラウス・ポッペ
- 「めざめるかいぶつ」作者不詳

### 「MONSTER オリジナルサウンドトラック」
テレビアニメ版の中で使用されたBGMを収録したアルバムが2004年6月23日に発売された。同年12月22日には第2集「MONSTER オリジナルサウンドトラック2」がリリースされている。発売はバップ。

### 「MONSTER REMIX -OCTOPUS-」
上記「MONSTER オリジナルサウンドトラック」の中から5曲を8組のアーティストがリミックスしたもの。2004年10月21日にバップからリリース。以下の楽曲を収録。
| # | タイトル                                    | アーティスト         |
| - | ------------------------------------------- | -------------------- |
| 1 | GRAIN (Sunaga t Experience Remix)           | Sunaga t Experience  |
| 2 | GRAIN (CALM Remix)                          | CALM                 |
| 3 | NACHT TOUR (Cycle Remix)                    | Toshiyuki Goto       |
| 4 | Drift Mind (Child who dreams mix)           | FreeTEMPO            |
| 5 | Decola (Reggae Disco Rockers Re-production) | Reggae Disco Rockers |
| 6 | GRAIN (Jazztronik Operation)                | Jazztronik           |
| 7 | angel hand (SIGH & HIGH Bright Size Mix)    | SIGH & HIGH          |
| 8 | Drift Mind(Deep Euro Mix)                   | TOMOKI HIRATA        |

### ソフト化
- 【DVD】MONSTER DVD-BOX Chapter 1　発売日：2004年12月22日
- 【DVD】MONSTER DVD-BOX Chapter 2　発売日：2005年3月23日
- 【DVD】MONSTER DVD-BOX Chapter 3　発売日：2005年6月22日
- 【DVD】MONSTER DVD-BOX Chapter 4　発売日：2005年9月22日
- 【DVD】MONSTER DVD-BOX Chapter 5　発売日：2005年12月21日